# Duron
Il Duron era un processore per computer compatibile x86 fabbricato dalla AMD. Fu presentato il 19 giugno 2000 come l'alternativa di fascia bassa al processore Athlon della stessa AMD e ai processori Pentium III e Celeron della rivale Intel. La produzione di processori Duron cessò nel 2004, quando AMD lo sostituì con il Sempron.

## Sviluppo

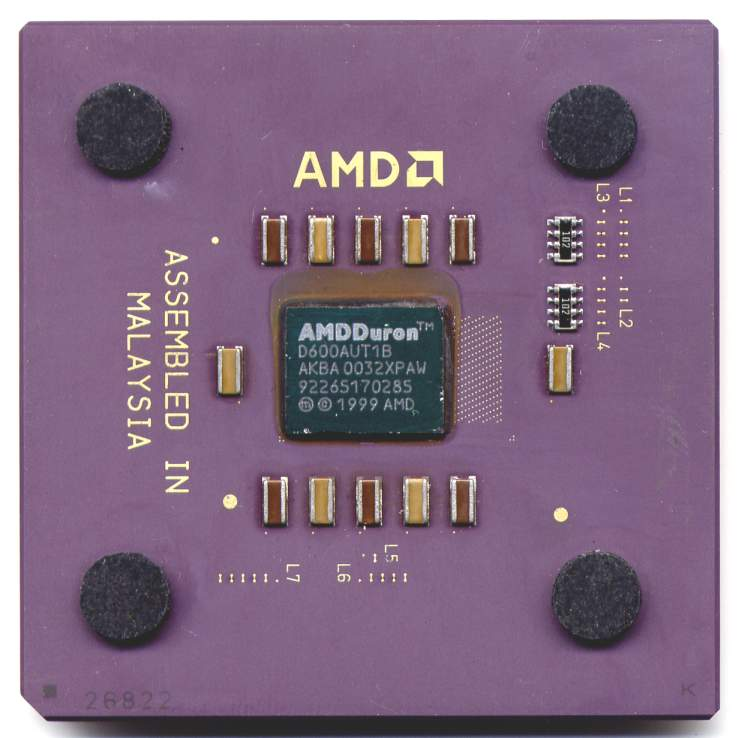
AMD Duron "Spitfire" 600MHz CPU

Il Duron aveva la stessa piedinatura ed ereditava tutte le capacità computazionali dell'Athlon, lavorando sulle stesse schede madri nella maggior parte dei casi. Il primo Duron era limitato a 100 MHz sul bus frontale (FSB 200), mentre l'Athlon contemporaneo poteva contare su un bus frontale a 133 MHz (FSB 266). Gli ultimi Duron disponevano di una velocità di bus frontale di 133 MHz (FSB 266) mentre gli Athlon XP correvano a 166/200 MHz (FSB 333/400). Il primo Duron, dotato del core "Spitfire", fu fabbricato nel 2000 e nel 2001 con velocità che andavano dai 600 ai 950 MHz. Il core era a sua volta basato su quello dell'Athlon, Thunderbird, ridotto a 180 nm. Il Duron di seconda generazione, dotato di core "Morgan", era venduto con velocità che andavano da 900 a 1300 MHz, ed era derivato dal core a 180 nm "Palomino" dell'Athlon XP. Perciò integrava molti importanti miglioramenti quali supporto completo alle istruzioni SSE della Intel, TLB più grandi, prefetch hardware dei dati e un diodo termico integrato. Diversamente dai core "Palomino", quelli "Morgan" avevano lo stesso consumo energetico dei "Thoroughbred" a causa del più alto valore di voltaggio del Duron. L'ultima generazione di Duron era chiamata "Applebred", a volte "Appalbred", ed era basata sul Duron "Appaloosa" derivato dall'Athlon XP miniaturizzato a 130 nm Thoroughbred. Il core "Appaloosa" non fu mai messo in commercio ufficialmente ed ha quindi avuto una limitatissima circolazione.
La più grande differenza con l'Athlon era la dimensione della cache, 64 KiB contro i 256 KiB o 512 KiB dell'Athlon. Una relativamente minima quantità di cache L2, più piccola anche dei 128 KiB della stessa cache L2 disponibile sul Celeron della Intel. Tuttavia, l'architettura delle CPU K7 godeva di una delle più larghe cache L1, ben 128 KiB (divisi in due parti uguari, dati e istruzioni). E con l'arrivo degli Athlon/Duron con zoccolo, AMD optò per un esclusivo design di cache che non spostava i dati tra le cache L1 e L2 come invece succedeva sulle CPU K7 con Slot A in scenari di cache in esaurimento (cache inclusiva). Il nuovo design (cache esclusiva) eleggeva la cache L1 a memoria principale, mentre la più lenta cache L2 immagazzinava porzioni di dati victim o copy-back da scrivere nella memoria principale (LRU, Least Recently Used). La cache L2 essenzialmente agiva come un contenitore per i dati esondanti dalla cache L1. A causa della mancanza della duplicazione dei dati tra le due cache si poteva affermare che il Duron aveva 192 KiB di cache, mentre un chip di tipo inclusivo come l'Athlon su Slot-A, con 512 KiB di L2 aveva in pratica solo 512 KiB totali (640 - 128). Per il Celeron valeva lo stesso ragionamento con la differenza delle dimensioni più piccole: un totale di 128 KiB (160 - 32).
Di conseguenza, l'architettura dei K7 successiva a quella basata su slot A era meno sensibile alle dimensioni della cache L2. Questa ridotta dipendenza dalla cache L2 consentì ad AMD di fabbricare cache con più latenza e meno larghezza di banda senza cali di performance. Favorendo in questo modo la diminuzione di complessità dei processori conseguentemente aumentava la capacità di produzione in fabbrica. Il Duron "Spitfire" era solo circa il 10% più lento del suo fratello maggiore, l'Athlon "Thunderbird".
Duron era spesso la CPU favorita per gli assemblatori in cerca di prestazioni a basso costo. Fatto ancora più notevole, nel 2003 il Duron "Applebred" fu disponibile nelle versioni con velocità di 1,4 GHz, 1,6 GHz and 1,8 GHz, tutte su un bus frontale a 133 MHz (FSB 266). Ma gruppi di appassionati scoprirono che questi Duron erano CPU con core Thoroughbred A/B, ma con cache disabilitata (forse perché difettosa). Studiando e provando essi trovarono che "Applebred" poteva essere trasformato in "Thoroughbred" con 256 KiB di cache, specialmente quelli con il core "Thoroughbred B". Tuttavia, questo fu reso possibile solo per le CPU fabbricate in un periodo di circa 4 settimane, perché dopo poco che Applebred fu immesso nel mercato la AMD cambiò il sistema di configurazione del chip con uno che non consentiva modifiche.

## Evoluzione

### Duron «Spitfire» (Modello 3, 180 nm)
- Cache L1: 64 + 64 KB (Dati + Istruzioni)
- Cache L2: 64 KB
- MMX, 3DNow!
- Socket A (EV6)
- FSB: 100 MHz (FSB 200)
- VCore: 1,50 V - 1,60 V
- 600 MHz - 950 MHz

### Duron «Morgan» (Modello 7, 180 nm)
- Cache L1: 64 + 64 KB (Dati + Istruzioni)
- Cache L2: 64 KB
- MMX, 3DNow!, SSE
- Socket A (EV6)
- FSB: 100 MHz (FSB 200)
- VCore: 1,75 V
- 900 MHz - 1 300 MHz

### Duron «Applebred» (Modello 8, 130 nm)
- Cache L1: 64 + 64 KB (Dati + Istruzioni)
- Cache L2: 64 KB
- MMX, 3DNow!, SSE
- Socket A (EV6)
- FSB: 133 MHz (FSB 266)
- VCore: 1,50 V
- 1 400, 1 600, 1 800 MHz